# Mercedes D.IV
Mercedes D.IV — немецкий поршневой 8-цилиндровый рядный авиадвигатель жидкостного охлаждения, разработанный во время Первой мировой войны компанией Daimler Motoren Gesellschaft (DMG).

## История
При создании этого двигателя основой конструкции стали габаритные характеристики поршней широко распространённого на тот момент 6-цилиндрового D.III. В соответствии с вырабатываемой мощностью в 217 л.с (162 кВт), он считался мотором IV класса по номенклатуре IdFlieg — инспектората авиации Германской империи. На двигателе стоял понижающий редуктор.
По мере эксплуатации у D.IV выявились недостатки (в частности, его удлинённый по сравнению с «прародителем» коленчатый вал оказался склонным к поломкам) и его в производстве сменил 6-цилиндровый Mercedes D.IVa.

## Применение
- AEG C.V
- AEG G.III
- AEG R.I
- AGO C.II
- AGO C.VIII
- Albatros C.V
- DFW R.I
- Gotha G.II
- LVG C.I

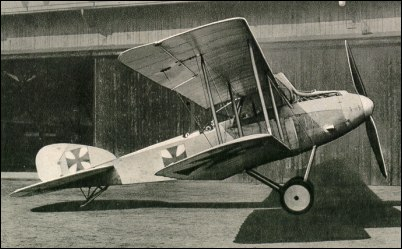
Albatros C.V

- некоторые модели самолётов-гигантов серии R (Riesenflugzeug)